# Cyrtodactylus nuaulu
Cyrtodactylus nuaulu es una especie de gecos de la familia Gekkonidae.

## Distribución geográfica
Es endémica de la isla de Ceram (Indonesia).